# کاسولا
کاسولا (به ایتالیایی: Cassola) یک کومونه در ایتالیا است که در استان ویچنزا واقع شده‌است. کاسولا ۱۲٫۷۲ کیلومتر مربع مساحت و ۱۳٬۶۸۰ نفر جمعیت دارد و ۹۲ متر بالاتر از سطح دریا واقع شده‌است.